# Selma (Alabama)
Selma és una població dels Estats Units a l'estat d'Alabama. Segons el cens del 2000 tenia 20.512 habitants.
La ciutat és més coneguda pel moviment pels dret de votació de Selma dels anys seixanta i les marxes de Selma a Montgomery.

## Demografia
Segons el cens del 2000, Selma tenia 20.512 habitants, 8.196 habitatges, i 5.343 famílies La densitat de població era de 571,4 habitants/km².
Dels 8.196 habitatges en un 30,3% hi vivien nens de menys de 18 anys, en un 34,2% hi vivien parelles casades, en un 27,2% dones solteres, i en un 34,8% no eren unitats familiars. En el 32,6% dels habitatges hi vivien persones soles el 14,6% de les quals corresponia a persones de 65 anys o més que vivien soles. El nombre mitjà de persones vivint en cada habitatge era de 2,44 i el nombre mitjà de persones que vivien en cada família era de 3,1.
Per edats la població es repartia de la següent manera: un 27,3% tenia menys de 18 anys, un 9,7% entre 18 i 24, un 24,9% entre 25 i 44, un 21,8% de 45 a 60 i un 16,3% 65 anys o més.
L'edat mediana era de 36 anys. Per cada 100 dones hi havia 78,2 homes. Per cada 100 dones de 18 o més anys hi havia 72 homes.
La renda mediana per habitatge era de 21.261 $ i la renda mediana per família de 28.345 $. Els homes tenien una renda mediana de 29.769 $ mentre que les dones 18.129 $. La renda per capita de la població era de 13.369 $. Aproximadament el 26,9% de les famílies i el 31,7% de la població estaven per davall del llindar de pobresa.

## Poblacions més properes
El següent diagrama mostra les poblacions més properes.